# Hugues Panassié
Hugues Panassié (Parijs, 27 februari 1912 - Montauban, 8 december 1974) was een Franse jazz-auteur, saxofonist en medeoprichter van de Hot Club de France.

## Carrière
Hugues Panassié studeerde in Villefranche in het Franse graafschap Rouergue, maar moest zijn studie in 1928 onderbreken wegens polio. In 1934 schreef hij een van de eerste op aanvraag van de zwarte muzikanten zelf berustende jazz-boeken Le Jazz Hot, waarbij hij zich vooral bediende van de informatie en verbindingen van Mezz Mezzrow. Daarvoor werd jazz in Europa vooral gezien als muziek voor blanke dansorkesten. Er volgden meerdere boeken over jazz (en ook een over rugby).
In 1932 richtte hij met Charles Delaunay de Hot Club de France op in de Rue Chaptal in Parijs. Hij schreef voor vroege jazz-magazines als La Revue du Jazz, Jazz Tango Dancing en de in 1935 door Delaunay opgerichte Le Jazz Hot. Vanaf 1950 publiceerde hij een eigen Bulletin du Hot Club de France (later gesteund door Madeleine Gautier).
Vanaf 1937 zat hij in de adviescommissie van de Amerikaanse Hot Record Society. Hij financierde en organiseerde ook opnamen van jazzmuzikanten, zoals de legendarische Panassié Sessions in 1938 met Mezz Mezzrow, Sidney Bechet, Tommy Ladnier (die hij pas vond na lang zoeken), Sidney De Paris en James P. Johnson. Bechets muziek werd tijdens de Duitse bezetting door zenders van het verzet uitgezonden en bevorderde diens populariteit enorm. Ook tijdens de oorlog betrok hij verdere platen via Portugal. Toen hem een Duitse ambtenaar vroeg naar een van de nummers (Tristesse de Saint Louis op de cover, St. Louis Blues van Louis Armstrong in de hoes), antwoordde hij, dat het de arme Louis IX betrof. In 1938 en 1949 was hij voor een langer verblijf in de Verenigde Staten.
Zoals niet weinige jazz-enthousiastelingen had hij fanatieke doelstellingen. Na de oorlog kreeg hij ruzie met Delaunay over de modernjazzmuziek die in het naoorlogse Frankrijk bloeide, waarvan hij ontkende dat deze de naam jazz verdiende. De titel van zijn boeken heette dan ook La véritable musique de Jazz, waarmee hij vooral de New Orleans-stijl bedoelde. Hij verstuurde zelfs een onomwonden beklagschrift aan de Hot Clubs in Frankrijk. Maar ook anders was hij purist. Zelfs tegen zijn beste vriend Louis Armstrong klaagde hij bij een evenement, dat hij alstublieft "à la Niou" (New Orleans) moest spelen.
In 1948 richtte hij het eerste Europese jazzfestival op in Nice, waarbij Louis Armstrong, Earl Hines, Rex Stewart en Mezz Mezzrow optraden. 

## Privéleven en overlijden
Vanaf 1938 woonde hij in Montauban, waar tegenwoordig ter ere van hem jazzfestivals plaatsvinden. Zijn platenverzameling is in zijn geheel behouden gebleven en bevindt zich in de Médiathèque de Villefranche-de-Rouergue in het departement Aveyron. Hugues Parnassié overleed op 8 december 1974 op 62-jarige leeftijd.

## Discografie
- 1934, 1936 (en): Le Jazz Hot, Éditions Corrêa
- 1939: Hot Jazz Records, Hrsg. R.C.A. Victor, Camden, New Jersey
- 1943: La Musique de Jazz et le Swing Éditions Corrêa
- 1944: Les Rois du Jazz Éditions Ch. Grasset, Genève
- 1946, 1952: La Véritable musique de Jazz Éditions Robert Laffont
- 1946: Douze Années de Jazz (1927-1939), Éditions Corrêa
- 1946: Le Rugby, Éditions Les Presses Rapides
- 1947: Cinq mois a New York (Octobre 1938-février 1939), Éditions Corrêa
- 1950: Jazz Panorama, Éditions des Deux-Rives
- 1952: Quand Mezzrow enregistre, Éditions Robert Laffont
- 1954: Dictionnaire du Jazz, 1954 (mit Madeleine Gautier), Éditions Robert Laffont
- 1955: Petit Guide pour une discothèque de Jazz, Éditions Robert Laffont
- 1958:  Discographie critique des meilleurs disques de Jazz, Éditions Robert Laffont
- 1959: Histoire du vrai Jazz, Éditions Robert Laffont
- 1965: La Bataille du Jazz, Éditions Albin Michel
- 1969: Louis Armstrong, Nouvelles Éditions Latines
- 1975: Monsieur Jazz- Entretiens avec Pierre Casalta (autobiografie), Éditions Stock

- Biblioteca Nacional de España: XX1389389
- Bibliothèque nationale de France: cb11918506f (data)
- Gemeinsame Normdatei: 121201015
- International Standard Name Identifier: 0000 0001 1020 5489
- Library of Congress Control Number: n50050290
- MusicBrainz: 9ebcc9ca-b323-413a-af05-a39f12483895
- Nationale Bibliotheek van Tsjechië: jx20111110027
- Nationale Bibliotheek van Israël: 987007277171105171
- Nederlandse Thesaurus van Auteursnamen: 069419744
- Istituto Centrale per il Catalogo Unico: SBLV112676
- SNAC: w60w2h8b
- Système universitaire de documentation: 027056775
- Virtual International Authority File: 7395173
- WorldCat: E39PBJx8xM6GM447jgDB9wJFKd